# Kenji Sawada
Pour les articles homonymes, voir Sawada.
Kenji Sawada (沢田研二, Sawada Kenji) (né le 25 juin 1948 à Tsunoi au Japon), surnommé Julie (ジュリー - Jurii), également connu comme chanteur pour le groupe de pop japonaise Les Tigres, est un chanteur, compositeur, poète lyrique et acteur japonais. Comme chanteur (souvent il a aussi travaillé comme parolier) et acteur, Sawada a progressé dans la culture populaire japonaise durant les trois dernières décennies de l'ère Shōwa. À la fin des années 1960, il a réussi comme le chanteur principal du groupe The Tigers. Après la dissolution des Tigres et un autre projet PYG, il a commencé une carrière solo. En solo, il a vendu plus de douze millions de singles et est devenu la plus grande star masculine japonaise dans les années 1970 et 1980. Durant les années 1980, sa popularité étonnante a décliné rapidement, mais il a continué à travailler comme artiste à succès. Jusqu'à maintenant, il a vendu plus de quinze millions de disques, et est 36e artiste de pop au Japon. Il est l'un des rares chanteurs japonais à avoir chanté en français.

## Carrière

### Carrière dans la musique
Kenji Sawada était chanteur principal de J-Pop dans les années 1980 avec le groupe the Tigers. Après avoir atteint le statut d'idole nationale, il reçut le surnom de « Julie ».  Les stars de pop japonaises de cette époque adoptaient souvent des surnoms féminins anglais. Son surnom provient de l'actrice Julie Andrews dont il est fan. Le groupe a été signé aux Watanabe Productions.
En 1979, the Bee Gees ont été engagés pour composer deux chansons pour le groupe dans une tentative de percée internationale. Une des chansons fut un tube au Japon, Sourire intitulé Pour Moi et chanté par Sawada Kenji.  À l'étranger, le disque n'a pas eu le succès escompté par les dirigeants de la watanabe et le groupe fut licencié par la production peu après.
En 1980, après la séparation des Tigers, Sawada créa un nouveau groupe, PYG.  Kenichi Hagiwara, principal rival de Sawada dans le groupe, était également chanteur. Le concept a fonctionné uniquement sur le papier, et a duré environ une année. Ils ont sorti un seul album.
Quand PYG s'est séparé, Sawada avait déjà entamé une carrière solo, mais elle a tourné sous sa forme actuelle et comme sa forme principale d'expression artistique.
Comme dans les années 1980, Sawada a commencé à porter des vêtements excentriques et à se maquiller, il a été considéré comme un innovateur influent et a été appelé le « David Bowie japonais ». Plus tard, il a été considéré comme le « pionnier du visual kei » une fois que le terme visual kei fut utilisé.
Sawada joue aussi du shamisen.
En France, il fut connu pour avoir sorti son premier single Mon Amour, je viens du bout du monde.

### Carrière cinématographique
Les rôles les plus connus de Sawada incluent le film biographique de Paul Schrader, Mishima: A Life in Four Chapters du légendaire Yukio Mishima et la comédie d'horreur de Takashi Miike La Mélodie du malheur.

## Discographie

### Albums officiels
- 21 janvier 1975 : Kenji (Royaume-Uni, Indonésie, Hong Kong)
- 1er février 1976 : Kenji Sawada (France, Allemagne, Pays-Bas, Belgique)
- avril 1978 : Rock'n'roll child (France, Allemagne)

### Singles officiels
- 20 janvier 1975 : Mon Amour Je Viens Du Bout Du Monde / Fugitive Kind (France, Suisse, Canada, Autriche, Grèce, Norvège, Belgique, Pays-Bas)
- 21 janvier 1975 : The Fugitive / Nothing But A Heartache (Royaume-Uni, Australie, Singapour, Nouvelle-Zélande, Hong Kong)
- 20 mai 1975 : Attends-Moi / Juliana (France, Canada, Belgique, Suisse, Espagne, Pays-Bas)
- 15 octobre 1975 : Fou de Toi / Ma Geisha de France (France, Belgique, Pays-Bas)
- 15 mai 1976 : Elle / Seul Avec Ma Musique (France, Belgique, Pays-Bas)
- 15 mai 1976 : When The Light Went Out (Royaume-Uni)
- 21 février 1977 : Julie Love / Les Filles de ce pays (France)
- 30 juillet 1977 : Memories / Long Ago and Far Away (Allemagne)
- 1977 : Tu As Change / L’amour　Esperanto (France)
- 10 octobre 1977 : Rock'n'roll Child / Belle Dame, Douce dame (AllemagneBelgiquePays-Bas)
- 21 janvier 1978 : In The City / One Man and A Band (Allemagne)

## Filmographie
- 1974 : Honō no shōzō (炎の肖像?) de Toshiya Fujita
- 1979 : L'Homme qui a volé le soleil (太陽を盗んだ男?) de Kazuhiko Hasegawa
- 1981 : Samurai Reincarnation (魔界転生, Makai tenshō?) de Kinji Fukasaku
- 1982 : C'est dur d'être un homme : Le Conseiller (男はつらいよ 花も嵐も寅次郎, Otoko wa tsurai yo: Hana mo arashi mo Torajirō?) de Yōji Yamada : Saburō / Julie
- 1984 : Le Frisson de la mort (ja) (ときめきに死す, Tokimeki ni shisu?) de Yoshimitsu Morita
- 1985 : Capone Cries a Lot (カポネ大いに泣く, Kapone ōi ni naku?) de Seijun Suzuki
- 1985 : Mishima de Paul Schrader
- 1990 : Hiruko the Goblin (ヒルコ 妖怪ハンター, Hiruko yōkai hantā?) de Shin'ya Tsukamoto
- 1991 : Yumeji (en) (夢二?) de Seijun Suzuki
- 1999 : Contes d'Osaka (大阪物語, Ōsaka monogatari?) de Jun Ichikawa : Ryūsuke Shimotsuki

## Distinctions

### Récompense
- 1979 : Hōchi Film Award du meilleur acteur pour L'Homme qui a volé le soleil[1]

### Sélection
- 1980 : prix du meilleur acteur pour L'Homme qui a volé le soleil aux Japan Academy Prize[2]